# Deutsch-Mexikanische Industrie- und Handelskammer
Die Deutsch-Mexikanische Industrie- und Handelskammer (span. Cámara Mexicano-Alemana de Comercio e Industria – CAMEXA) ist die 1929 gegründete deutsche Auslandshandelskammer in Mexiko mit Sitz in den Lomas de Santa Fe in Mexiko-Stadt.

## Aufgaben
Hauptaufgabe ist die Förderung der Wirtschaftsbeziehungen zwischen beiden Ländern und die Interessenvertretung der Mitglieder gegenüber staatlichen, öffentlichen und privaten Institutionen und Verbänden. Insgesamt sind über 1.000 deutsche Unternehmen in Mexiko ansässig. Als dem am südlichsten gelegenen Mitglied der nordamerikanischen Freihandelszone kommt Mexiko als Industrie- und Handelsmarkt aufgrund seiner Nähe zu den anderen lateinamerikanischen Staaten eine wirtschaftsstrategisch bedeutende Rolle zu.

## Organisation
Derzeitiger Präsident ist Edmund Duckwitz. Zuvor war Dieter Müllenborn von 2002 bis 2004 Präsident des Vorstandes. Auch der durch die Probleme beim Aufbau eines LKW-Mautsystems in Deutschland bekanntgewordene Manager Klaus Mangold war in der Vergangenheit für die CAMEXA tätig.